# San Mamés de Campos
San Mamés de Campos is een gemeente in de Spaanse provincie Palencia in de regio Castilië en León met een oppervlakte van 15,54 km². San Mamés de Campos telt 50 inwoners (1 januari 2016).

## Demografische ontwikkeling
Bron: INE, 1857-2011: volkstellingen